# Bryan Caraway
Bryan Andrew Caraway, född 4 augusti 1984 i Goldendale, är en amerikansk MMA-utövare som sedan 2011 tävlar i organisationen Ultimate Fighting Championship.